# Spulwurmbefall der Katze

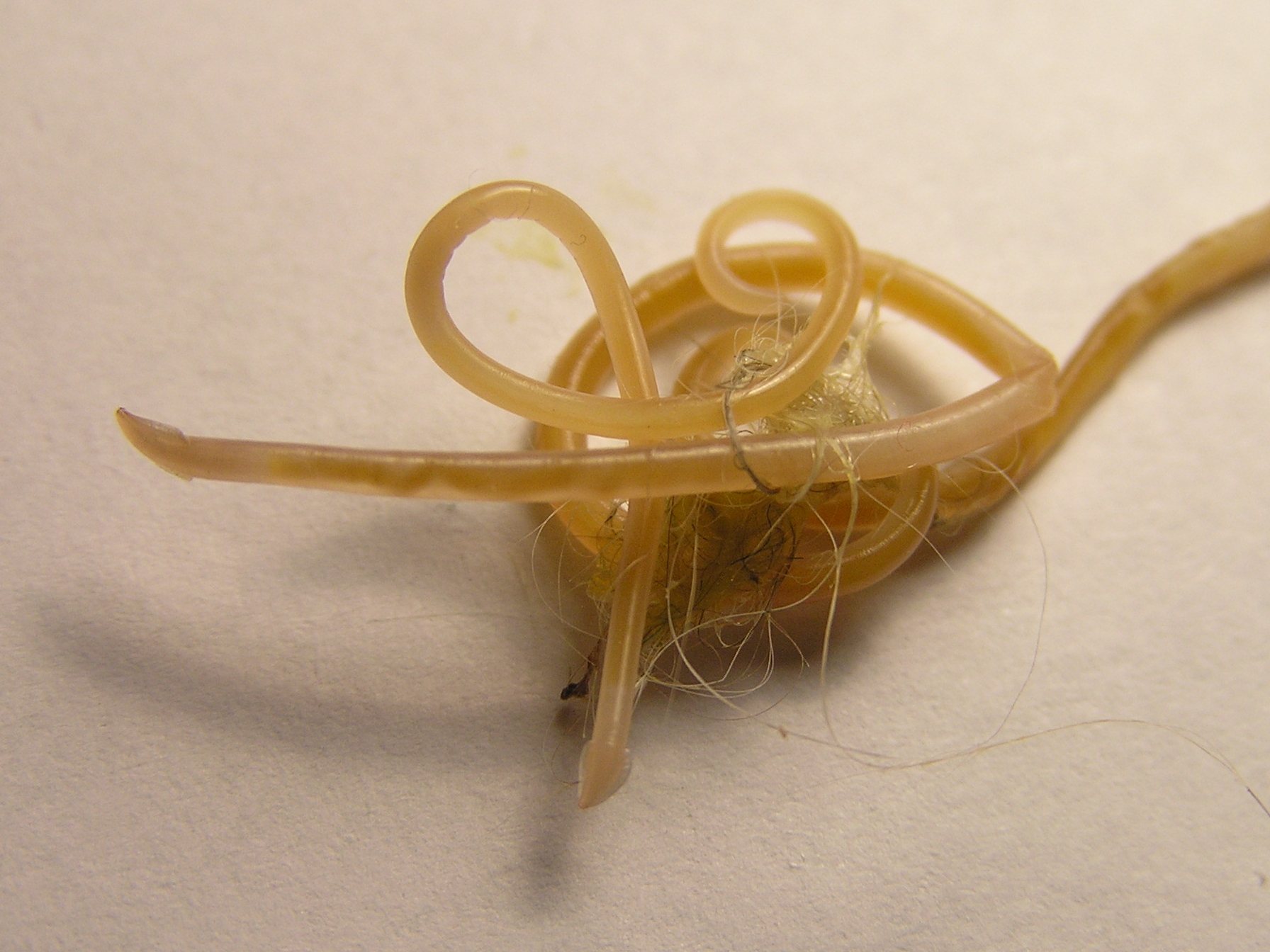
Toxocara mystax

Der häufigste Spulwurm bei Katzen ist Toxocara mystax, seltener ist der Befall mit Toxascaris leonina. Beide Katzenspulwürmer kommen weltweit vor und der Spulwurmbefall ist eine sehr häufig auftretende Endoparasitose. Die bis zu 10 cm langen adulten Spulwürmer leben im Dünndarm. Der Befall bleibt zumeist klinisch unauffällig, erst bei stärkerem Befall treten unspezifische Symptome wie leichter Durchfall und Nährstoffmangel auf. T. mystax ist ein Zoonoseerreger und kann als Wanderlarve beim Menschen zu Organschäden führen. Die Bekämpfung erfolgt durch gegen Nematoden wirksame Wirkstoffe (Entwurmung).

## Infektionswege
Ein weiblicher Katzenspulwurm produziert sehr viele Eier, die mit dem Kot in die Umwelt gelangen. In den Eiern entwickeln sich nach etwa vier Wochen die infektiösen Larven.

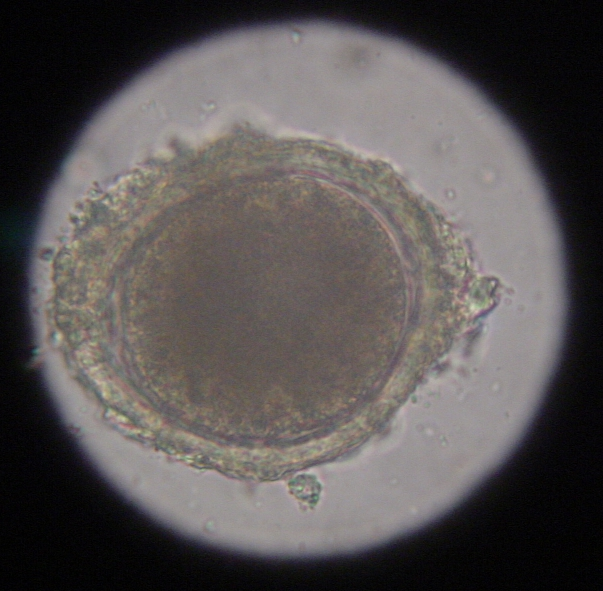
Das etwa 85 µm große Ei von Toxocara mystax

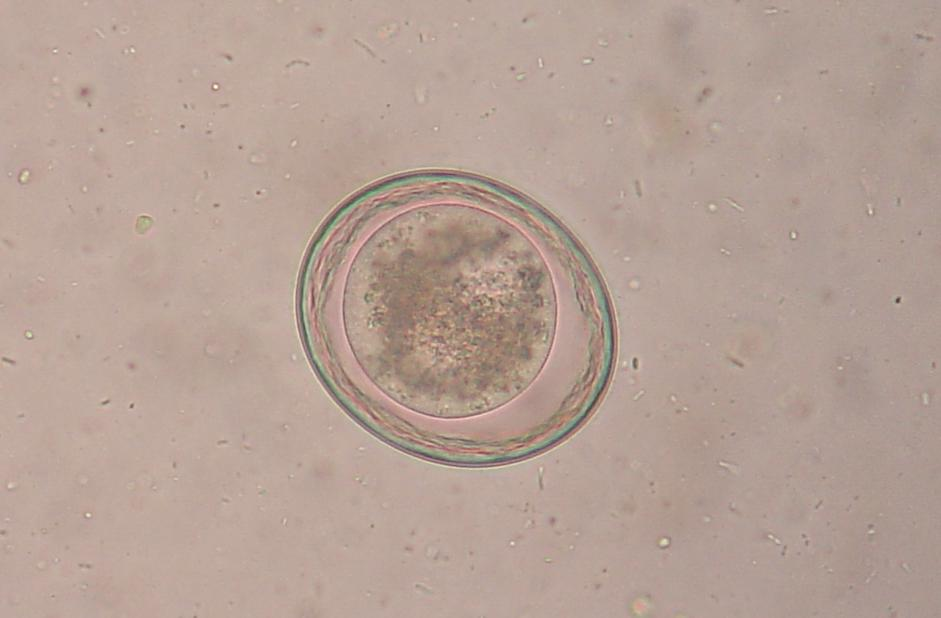
Das etwa 80 µm große Ei von Toxascaris leonina

Die Ansteckung erfolgt stets peroral und kann auf drei Wegen erfolgen:
- über die Aufnahme mit Larven infizierter Transportwirte,
- von der Katzenmutter auf ihre Welpen über die Muttermilch (nur bei T. mystax) oder
- als Schmutzinfektion durch Aufnahme larvenhaltiger Eier.

Prinzipiell benötigen Spulwürmer keine Zwischenwirte. Dennoch ist die Ansteckung über Transportwirte wie Nagetiere der häufigste Infektionsweg bei erwachsenen Katzen. Die Transportwirte infizieren sich durch Aufnahme von infektiösen Larven aus mit Katzenkot verunreinigten Böden oder Nahrungsmitteln. Die Larven wandern im Transportwirt durch die Darmwand über den Blutkreislauf in die Muskulatur oder innere Organe, entwickeln sich in ihnen aber nicht zu adulten Würmern. Bei der Verdauung werden die Larven aus den Beutetieren freigesetzt und wandern für etwa drei Wochen in die Darmwand, um dann wieder in das Darmlumen zurückzukehren.
Bei einer Schmutzinfektion nimmt die Katze selbst larvenhaltige Eier auf. Die Larven werden im Magen freigesetzt und durchbohren ebenfalls die Magen- oder Dünndarmwand. Über den Blutkreislauf gelangen sie in die Lunge und bohren sich dort in die luftführenden Hohlräume. Von hier aus werden sie hochgehustet und gelangen durch Abschlucken des Sputums wieder in den Dünndarm, wo sie sich zu den adulten Würmern häuten. Dieser Vorgang dauert etwa acht Wochen. Bei T. mystax können die Larven – ähnlich in den Transportwirten – aber auch über den Blutweg von der Lunge in andere Organe (unter anderem die Milchdrüse) wandern und dort ein Ruhestadium in abgekapselten Knötchen einnehmen.
Die hormonell ausgelöste Mobilisierung ruhender Larven in der Milchdrüse zum Ende der Trächtigkeit ist die Basis des dritten Infektionsweges, welcher der häufigste bei Katzenwelpen ist. Die über die Milch ausgeschiedenen Larven gelangen in den Darm der Kätzchen und verhalten sich im Weiteren wie bei der Infektion über Transportwirte.

## Klinisches Bild

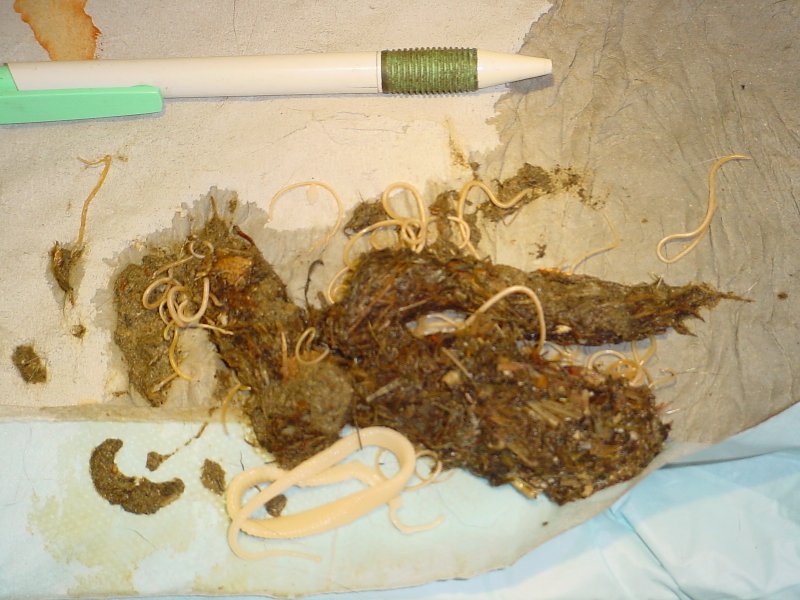
Spulwürmer nebst einem größeren Gurkenkernbandwurm im Erbrochenen einer Katze

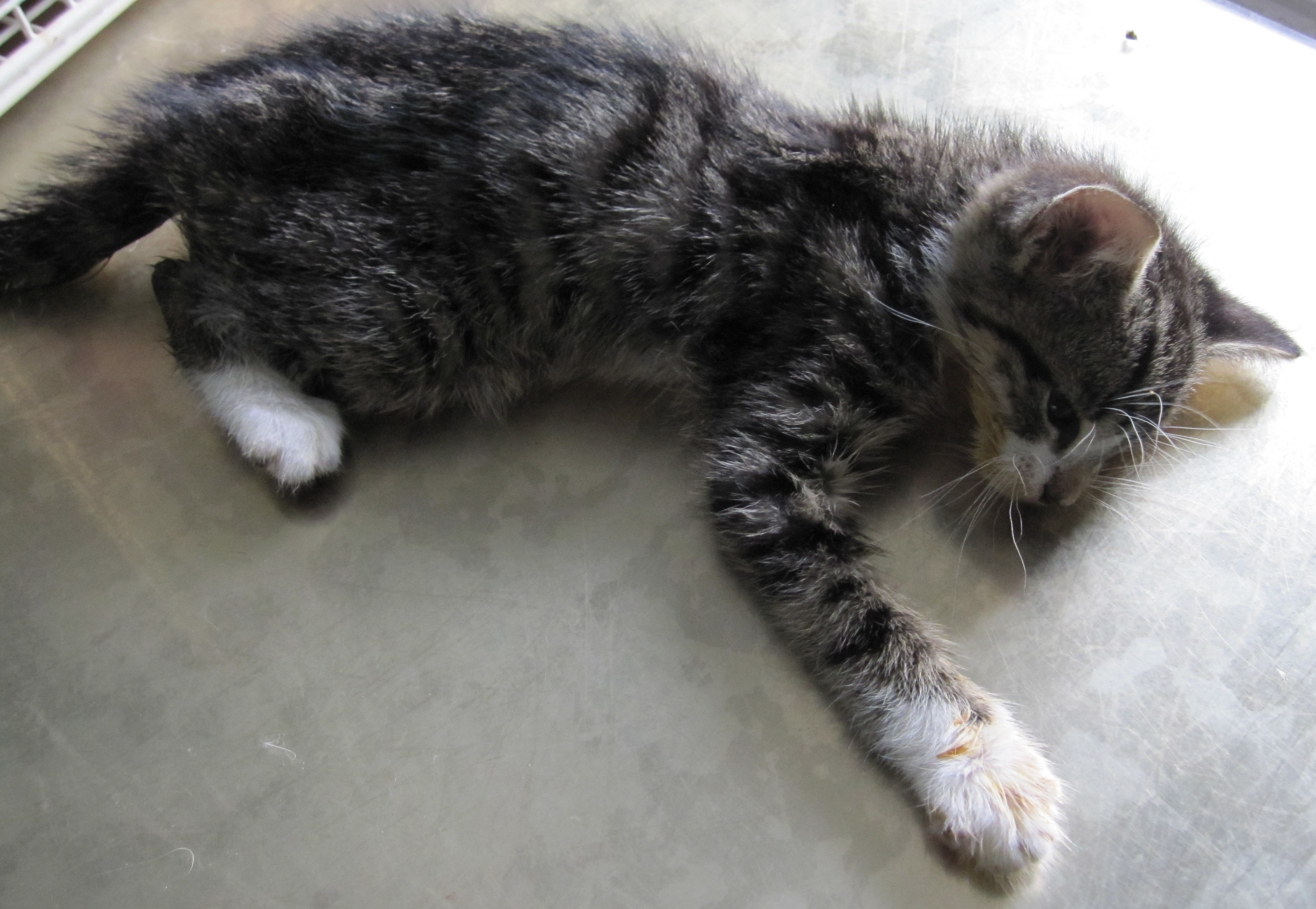
Katzenwelpe mit hochgradigem Spulwurmbefall

Im Allgemeinen bleibt der Befall mit Spulwürmern bei Katzen symptomlos. Erst bei stärkerem Befall treten – vor allem bei Jungtieren – unspezifische Symptome wie breiiger Kot sowie infolge eines Nährstoffmangels struppiges Fell, Haarausfall, Abmagerung und Austrocknung auf. Ein massiver Befall kann bei Jungtieren auch zu Wachstumsstörungen des Skeletts mit Verformungen der Knochen und aufgetriebenen Gelenken führen.
Sehr selten kommt es zu einem Darmverschluss durch die Anhäufung von Würmern (Obturationsileus) oder zu einer Bauchfellentzündung durch die Darmwand durchbohrende Würmer. In diesen Fällen treten schwere Allgemeinstörungen („akuter Bauch“) auf.
Die Diagnose kann bei Würmern in Erbrochenem bereits ohne Spezialuntersuchungen gestellt werden. Relativ sicher kann ein Spulwurmbefall durch mikroskopischen Nachweis der über das Flotationsverfahren herausgelösten Eier im Kot nachgewiesen werden.

## Gefahr für den Menschen
Toxocara mystax ist als Schmutzinfektion auch auf den Menschen übertragbar, also ein Zoonoseerreger. Häufigste Ansteckungsquelle sind bei Kleinkindern durch mit Katzenkot verunreinigte Sandkästen. Die Infektion entspricht der eines Transportwirtes und verläuft – im Gegensatz zur Ansteckung mit dem Hundespulwurm – meist klinisch unauffällig. Die Larven können auch beim Menschen in innere Organe oder die Muskulatur wandern (sogenannte Larva migrans visceralis). Gelegentlich können durch solche Wanderlarven Augenschäden, zentralnervöse Erscheinungen (Kopfschmerz, Verhaltensstörungen), Lebervergrößerung, Bronchitis mit Husten oder bei Kindern auch allergische Reaktionen wie Nesselsucht auftreten.

## Bekämpfung
Die Bekämpfung erfolgt durch gegen Nematoden gerichtete Wirkstoffe wie etwa Milbemycinoxim, Eprinomectin, Emodepsid, Febantel, Fenbendazol, Flubendazol oder Selamectin. Jungkatzen sollten ab einem Alter von drei Wochen zweiwöchig bis einschließlich zwei Wochen nach dem Absetzen mit einem für diese Altersgruppe zugelassenen Anthelminthikum behandelt werden. Auch die säugende Katzenmutter sollte gleichzeitig mit der ersten Behandlung der Welpen entwurmt werden. Bei trächtigen und säugenden Katzen sind die Wirkstoffe Eprinomectin, Emodepsid und Selamectin anwendbar.
Die Ausscheidung von Toxocara-Eiern kann durch eine monatliche Entwurmung sicher ausgeschlossen werden. Notwendig sein kann das z. B. bei Katzen in größeren Haltungen, Katzen mit engem Kontakt in Familien mit Kleinkindern sowie Katzen, die regelmäßig unbeaufsichtigten Auslauf haben.
Die Entscheidung zu Frequenz und Art der Parasitenkontrolle ist jedoch nicht pauschal, sondern angepasst auf die jeweiligen Anforderungen des Einzeltiers zu treffen. Das europäische Expertengremium für Heimtierparasiten ESCCAP rät zur individuellen Risikobewertung für jede Katze, um die Häufigkeit von Entwurmungen festzulegen. Kann das individuelle Infektionsrisiko einer Katze nicht ermittelt oder können Infektionen grundsätzlich nicht durch diagnostische Untersuchungen ausgeschlossen werden, sollte mindestens vierteljährlich entwurmt werden.
Eine Entwurmung wirkt nicht prophylaktisch, sondern tötet nur bestehende Würmer ab. Um die Risiken für einen Wurmbefall zu reduzieren, sind daher vor allem hygienische Maßnahmen relevant. Diese umfassen das regelmäßige Entfernen von Kot (Entsorgung im Hausmüll), die Gabe von kommerziellem oder ausreichend erhitztem (10 Min., Kerntemperatur 65 °C) oder vorab gefrorenem (1 Woche, −17 bis −20 °C) Futter sowie stets frischem Trinkwasser. Außerdem sollten Katzen nach Möglichkeit keine wilden Nagetiere fressen.